# Andy Spack
Henry Spack, detto Andy (Winnipeg, 15 settembre 1927 – 23 dicembre 1988), è stato un cestista canadese.
Era il fratello di Mike Spack.

## Carriera
Con il Canada ha disputato i Campionati del mondo del 1954, dove ha segnato 9 punti in 4 partite.
È stato introdotto nel 1993 con i Winnipeg Paulins del 1954 nella Manitoba Sports Hall of Fame.